# 特林布斯
特林布斯是德国莱茵兰-普法尔茨州的一个市镇。总面积4.47平方公里，总人口636人，其中男性303人，女性333人（2011年12月31日），人口密度142人/平方公里。